# Naïma Karamoko
Naïma Karamoko (* 30. September 1997) ist eine Schweizer Tennisspielerin.

## Karriere
Naïma Karamoko begann im Alter von sechs Jahren mit dem Tennissport und bevorzugt Hartplätze. Sie gewann auf der ITF Women’s World Tennis Tour bislang 15 Doppeltitel.
Sie spielt bzw. spielte in der Schweiz für den Geneva Country Club, TC Lancy-Fraisiers und TC Nyon.

## Turniersiege

### Doppel
| Nr. | Datum              | Turnier                 | Kategorie   | Belag             | Partnerin           | Finalgegnerinnen                          | Ergebnis          |
| --- | ------------------ | ----------------------- | ----------- | ----------------- | ------------------- | ----------------------------------------- | ----------------- |
| 1.  | 1. September 2017  | Sion                    | ITF $15.000 | Sand              | Nina Stadler        | Amandine Cazeaux Claudia Hoste Ferrer     | 3:6, 6:3, [10:8]  |
| 2.  | 17. November 2017  | Helsinki                | ITF $15.000 | Hartplatz (Halle) | Tess Sugnaux        | Anastassija Kulikowa Elena Malõgina       | 7:5, 6:2          |
| 3.  | 18. September 2021 | Dijon                   | ITF W15     | Sand              | Xenia Knoll         | Amarissa Tóth Lucie Wargnier              | 6:2, 6:2          |
| 4.  | 27. November 2021  | Lousada                 | ITF W15     | Hartplatz (Halle) | Jasmijn Gimbrère    | Inês Murta Vasanti Shinde                 | kampflos          |
| 5.  | 19. März 2022      | Marrakesch              | ITF W15     | Sand              | Inês Murta          | Lucija Ćirić Bagarić Clervie Ngounoue     | 6:2, 6:72, [10:5] |
| 6.  | 26. März 2022      | Marrakesch              | ITF W15     | Sand              | Inês Murta          | Melania Delai Pia Lovrič                  | 6:2, 6:4          |
| 7.  | 23. Juli 2022      | Les Contamines-Montjoie | ITF W15     | Hartplatz         | Valentina Ryser     | Marine Szostak Lucie Wargnier             | 65:7, 6:2, [10:8] |
| 8.  | 10. September 2022 | Montreux                | ITF W60     | Sand              | Inès Ibbou          | Jenny Dürst Weronika Falkowska            | 2:6, 6:3, [16:14] |
| 9.  | 12. November 2022  | Monastir                | ITF W15     | Hartplatz         | Bojana Marinković   | Émeline Dartron Emmanuelle Girard         | 6:4, 6:4          |
| 10. | 25. März 2023      | Monastir                | ITF W15     | Hartplatz         | Isabella Schinikowa | Fernanda Labraña Elena Milovanović        | 6:4, 3:6, [10:5]  |
| 11. | 15. April 2023     | Monastir                | ITF W15     | Hartplatz         | Nina Radovanovic    | Yvonne Cavalle-Reimers Teja Tirunelveli   | 7:5, 6:4          |
| 12. | 24. Februar 2024   | Monastir                | ITF W15     | Hartplatz         | Tess Sugnaux        | Alina Granwehr Karolina Kozakova          | 5:7, 6:2, [10:7]  |
| 13. | 12. Mai 2024       | Bucharest               | ITF W15     | Sand              | Stéphanie Visscher  | Iulia Andreea Ionescu Ștefana Lazăr       | 6:4, 6:1          |
| 14. | 31. August 2024    | Collonge-Bellerive      | ITF W35     | Sand              | Inès Ibbou          | Karolina Kozakova Valentina Ryser         | 7:60, 6:0         |
| 15. | 19. Oktober 2024   | Cherbourg-en-Cotentin   | ITF W50     | Hartplatz (Halle) | Inès Ibbou          | Tiphanie Lemaître Jekaterina Owtscharenko | 4:6, 7:63, [10:7] |

## Weltranglistenpositionen am Saisonende
| Jahr   | 2016 | 2017 | 2018 | 2019 | 2020 | 2021 | 2022 | 2023 |
| ------ | ---- | ---- | ---- | ---- | ---- | ---- | ---- | ---- |
| Einzel | 943  | —    | —    | —    | —    | 1159 | 1066 | 909  |
| Doppel | 999  | 873  | 1053 | 1270 | 1261 | 836  | 401  | 462  |

## Trivia
Sie wird seit 2016 gesponsert von Services Industriels de Genève.